# ژاپن در المپیک تابستانی ۱۹۳۶

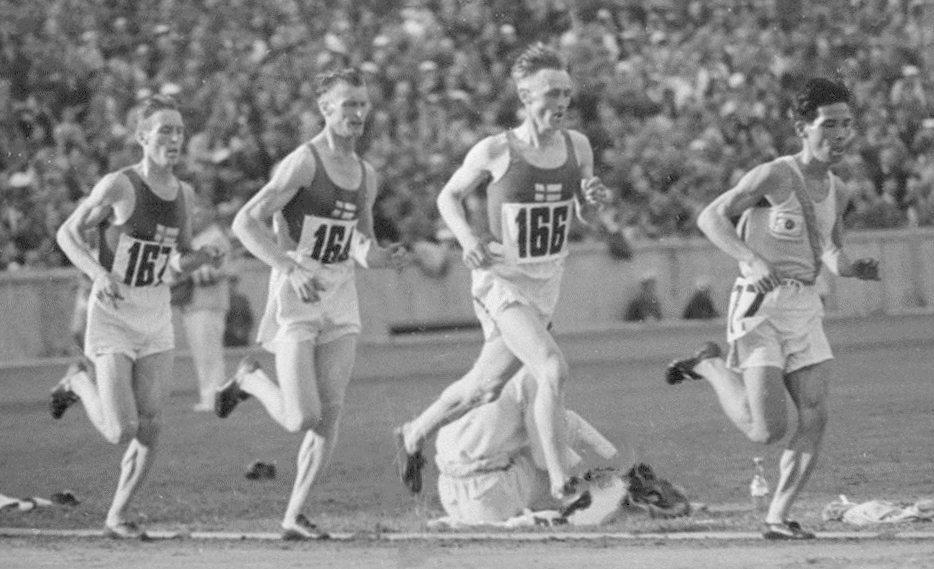
کوهی موراکوسو (نخستین نفر از سمت راست) در حال رقابت در دوی ۱۰٬۰۰۰ متر

ژاپن در بازی‌های المپیک تابستانی ۱۹۳۶ که در شهر برلین آلمان نازی برگزار شد، کاروان ژاپن با ۱۵۶ ورزشکار در این رقابت‌ها شرکت کرد و موفق به کسب ۱۸ مدال (۶ طلا، ۴ نقره، ۸ برنز) شد. در جدول رتبه‌بندی توزیع مدال‌ها، ژاپن در ردهٔ ۸ مسابقات قرار گرفت.